# Ядрен снаряд
Ядреният снаряд е боеприпас за нанасяне на тактически ядрен удар по големи цели и струпвания на сили на противника. Най-ефективното и разрушително средство, достъпно на артилерията. Такива боеприпаси имат болшинството ядрени сили, в т.ч. САЩ и Русия.

## Ядрените снаряди на Русия
| Тип на снаряда                     | Използва се от | Забележка |
| ---------------------------------- | --- | --- |
| 406-mm ядрен снаряд „Кондензатор“  | За оръдието СМ-54 (2А3 „Кондензатор“)                                                                                       | Експериментален, не влиза в серийно производство |
| 420-mm ядрена мина „Трансформатор“ | Самоходна 420 mm минометна установка 2Б1 „Ока“                                                                              | Експериментален, не влиза в серийно производство |
| 152-mm ядрен снаряд 3БВ3           | за САУ: 2С19 Мста-С, 2С3 Акация; 152 mm оръдие-гаубица Д-20, 2С5 Хиацинт.                                                   | Мощност на ядрения заряд 2,5 килотона тротилов еквивалент, далечина на стрелбата 17,4 km. Разработен е от РФЯЦ-ВНИИТФ „академик Евгений Иванович Забабахин“ в град Снежинск. |
| 180-mm снаряд ЗБВ1                 | 180 mm оръдие С-23; МК-3-180 (брегова артилерия, по-рано от флота)                                                          | Далечина на стрелбата до 45 km |
| 203-mm снаряд 3БВ2                 | САУ 2С7 „Пион“, 203 mm гаубица Б-4М (Индекс ГАУ – 52-Г-625М)                                                                | Далечина на стрелбата от 18 до 30 km |
| 240-mm мина 3БВ4                   | 240 mm буксируем миномет М-240 образец 1950 г. (Индекс ГРАУ – 52-М-864), 240 mm самоходна минометна установка 2С4 „Тюльпан“ | Далечина на стрелбата 9,5 km с активно-реактивен боеприпас – 18 km |

Особеност на руския подход към ядрената артилерия е това, че специалните боеприпаси са унифицирани със стандартните боекомплекти и не се нуждаят от специализирана адаптация за използването им.

## Ядрените снаряди на САЩ
- M454 – 155 mm снаряд. Мощност на ядрения заряд – 0,08 кт тротилов еквивалент. Днес е свален от въоръжение.
- XM-785 – 155 mm активно-реактивен ядрен снаряд. Мощност на ядрения заряд 1,5 кт тротилов еквивалент.
- M422 – 203,2 mm снаряд. Мощност на ядрения заряд 2 кт тротилов еквивалент.
- M753 – 203,2 mm активно-реактивен ядрен снаряд. Мощност на ядрения заряд 1 кт (неутронен снаряд с повишено отделяне на началната радиация) и 2,2 кт тротилов еквивалент.